# Тополи (село, Болгария)
Тополи (болг. Тополи) — село в Болгарии. Находится в Варненской области, входит в общину Варна. Население составляет 2 967 человек.

## Политическая ситуация
В местном кметстве Тополи, в состав которого входит Тополи, должность кмета (старосты) исполняет Ганка Димитрова Стефанова (Союз демократических сил (СДС)) по результатам выборов правления кметства.
Кмет (мэр) общины Варна — Иван Портних (ГЕРБ) по результатам выборов в правление общины.